# Archie MacLaren

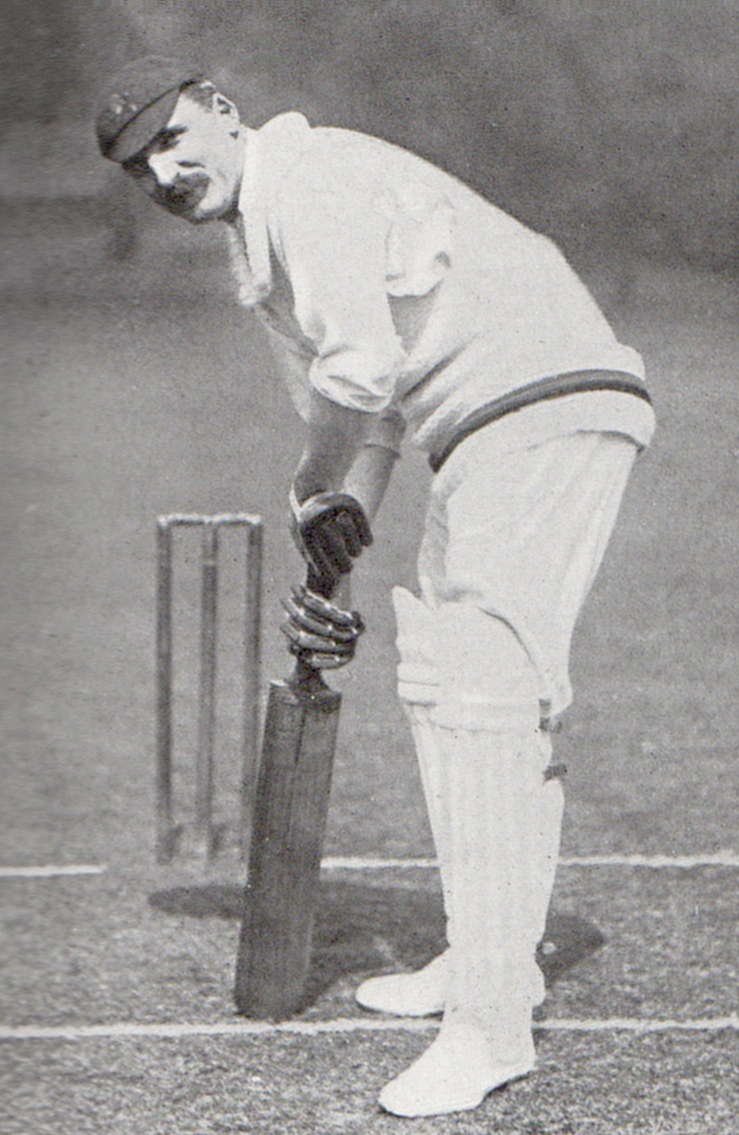
Archie MacLaren

Archibald Campbell 'Archie' MacLaren (Whalley Range, 1 december 1871 - Bracknell, 17 november 1944) was een Britse cricketspeler. In de periode 1898 en 1909 was hij vaak de aanvoeder van het Engelse team. Hij was een rechtshandige batsman en speelde 35 testwedstrijden voor zijn land, waarvan 22 als aanvoerder. Als captain verloor hij vier keer een serie testwedstrijden (de zogenaamde The Ashes) tegen Australië. In zijn tijd was hij een van de toonaangevende cricketers. In 1895 scoorde hij 424 runs in een innings tegen Somerset:  dit aantal was tot 1994 een record in het Engelse cricket. In 1924 verscheen van zijn hand een instructief boek over de sport: 'Cricket Old and New'. 